# Leonardo Vieira
Leonardo Vieira (Rio de Janeiro, 28 décembre 1968) est un acteur brésilien. Déjà à l'adolescence, Leonardo Vieira participait aux spectacles de son école et entra à la Faculté de Théâtre. Actuellement il est le protagoniste du feuilleton télévisé du Rede Record Caminhos do Coração (Chemins du cœur), dans lequel il interprète l'honnête et courageux policier fédéral, Marcelo Montenegro.

## Filmographie

### Théâtre
- 1990 : A Morte de Quincas Berro d'Água de , mise en scène André Monteiro
- 1991 : O Rei Artur e os cavaleiros da távola redonda de , mise en scène Celso Lemos
- 1992 : As Desgraças de uma Criança de , mise en scène Moacyr Chaves
- 1993 : La Petite Sirène (A Sereiazinha) de , adapté par Marcelo Saback, mise en scène Miguel Falabella
- 1995 : A Pequena Mártir de Miguel Falabella, mise en scène Miguel Falabella
- 1996 : As Criadas de Jean Genet
- 1997 : Terra de Cego de Mauro Ferreira, mise en scène Erick Nielson
- 1997 : Zorro de Johnston McCulley, adapté par Maria Clara Machado, mise en scène Gaspar Filho
- 1999 : D. Rosita, a Solteira de Federico García Lorca, mise en scène Cristina Pereira et Antônio Grassi
- 2000 : L'Avare (O Avarento) de Molière, mise en scène Amir Haddad
- 2002 : Arlequim de Cano Goldoni, mise en scène Luiz Artur Nunes
- 2009 : Bodas de sangue
- 2015 : Paparazzi
- 2017 : Nove em ponto

#### Longs métrages
- 2000 : Cronicamente Inviável de Sérgio Bianchi : Pedro
- 2003 : Poeta de Sete Faces de Paulo Thiago : Otto
- 2004 : Veias e Vinhos : Márcio
- 2004 : Concerto Campestre de Henrique de Freitas Lima : Maestro Ubaldo
- 2004 : O Vestido de Paulo Thiago : Ulisses

#### Courts métrages
- 1998 : Pão de Açúcar
- 2001 : Achados e Perdidos : Heitor

### Telenovelas
- 1990 : A História de Ana Raio e Zé Trovão
- 1992 : Pedra sobre Pedra
- 1993 : Renaître (Renascer)
- 1993 : Mon rêve
- 1994 : Quatre par quatre
- 1998 : Brida
- 1999 : Doux poison
- 2001 : Avidité
- 2001 : Les Mayas
- 2004 : Mme de la destination
- 2005 : Preuve d'amour
- 2007 : Chemins du cœur
- 2008 : Les Mutants - Chemins du cœur
- 2011 : Vidas em Jogo
- 2013 : José do Egito
- 2014 : Vitória
- 2016 : Les Dix Commandements (Os Dez Mandamentos)